# مارين جورجي
مارين جورجي (بالرومانية: Marin Gheorghe)‏ هو موجه قوارب ‏ روماني، ولد في 5 سبتمبر 1959 في Glodeanu-Siliștea ‏ في رومانيا.

## وصلات خارجية
- مارين جورجي على موقع الاتحاد الدولي للتجديف (الإنجليزية)
- مارين جورجي على موقع اللجنة الأولمبية الدولية (الإنجليزية)
- مارين جورجي على موقع أوليمبيديا (الإنجليزية)
- مارين جورجي على موقع اللجنة الأولمبية الرومانية (الرومانية)